# Allgemeine Deutsche Burschenschaft
Die Allgemeine Deutsche Burschenschaft (ADB) ist ein burschenschaftlicher Korporationsverband, der sich 2016 in Jena aus damals 27 Mitgliedsbünden mit 3600 Angehörigen gründete. Derzeit zählt der Verband 27 Mitglieder. Bei den Gründungsmitgliedern handelte es sich größtenteils um ehemalige Mitglieder der Deutschen Burschenschaft (DB), die sich in einem Richtungsstreit gespalten hatte.
Von ihr zu unterscheiden ist die Allgemeine Deutsche Burschenschaft von 1818, eine kurzlebige Erscheinung im Zusammenhang mit der Urburschenschaft, sowie der Allgemeine Deutsche Burschenbund, ein reformburschenschaftlicher Verband, der von 1883 bis 1934 bestand.

## Kennzeichen und Grundsätze

Fahne der Urburschenschaft von 1816

Die Allgemeine Deutsche Burschenschaft bezieht sich in ihren Grundsätzen auf die Jenaische Urburschenschaft von 1815. Dementsprechend sind die Verbandsfarben Schwarz-Rot-Gold und das Verbandssymbol zeigt ein goldenes Eichenlaub auf Rot–Schwarz–Rotem Grund. Der Wahlspruch lautet Ehre, Freiheit, Vaterland. Die Mitgliedsburschenschaften sind farbentragende, waffenstudentische Korporationen, die sich dem Lebensbundprinzip verschrieben haben. Sie haben die Pflicht, allen Bestrebungen, die freiheitlichen, demokratischen und rechtsstaatlichen Prinzipien widersprechen, entgegenzutreten.
Die Allgemeine Deutsche Burschenschaft verortet sich politisch zwischen der weit rechts stehenden Deutschen Burschenschaft (DB) und der als vergleichsweise liberal geltenden Neuen Deutschen Burschenschaft (NDB), die ihrerseits 1996 als Abspaltung der DB entstand.

## Geschichte

### Vorgeschichte
Innerhalb der Deutschen Burschenschaft bestand bereits lange ein Konflikt zwischen Bünden um die Burschenschaftliche Gemeinschaft, die als  nationalistisch und teilweise als rechtsextrem beschrieben werden, sowie relativ liberalen Bünden. In Teilen entspann sich der Konflikt an der Frage, ob die Aufnahmekriterien in die Mitgliedsbünde ethnisch definiert sein sollten. In den 1990er-Jahren führte dies bereits zur Abspaltung der Neuen Deutschen Burschenschaft, was den Konflikt innerhalb der verbleibenden Deutschen Burschenschaft jedoch nicht beendete.
2003 entstand von den Stuttgarter Bünden der Deutschen Burschenschaft ausgehend die Stuttgarter Initiative (SI), die ursprünglich als Diskussionsplattform zur Überwindung der Gegensätze gedacht war, sich mit der Zeit jedoch in Richtung eines Gegengewichtes zur Burschenschaftlichen Gemeinschaft entwickelte.
Nachdem 2011 die Konflikte innerhalb der Deutschen Burschenschaft wegen eines Mitgliedes der Burschenschaft Hansea Mannheim aufbrachen, dessen Eltern aus Hongkong stammen, erweiterte sich die Stuttgarter Initiative 2012 zur Initiative Burschenschaftliche Zukunft (IBZ), in der sich zahlreiche relativ liberale Bünde versammelten. Nachdem die meisten IBZ-Mitgliedsburschenschaften die DB verlassen hatten, entstand aus den Reihen der IBZ unter Beteiligung weiterer Burschenschaften ein Verbandsgründungsausschuss mit dem Ziel, einen neuen Verband zu gründen. Dieser Ausschuss organisierte von 2013 bis 2015 sechs Tagungen in Braunschweig, Stuttgart, Gießen, München und zweimal in Jena.

### Gründung in Jena

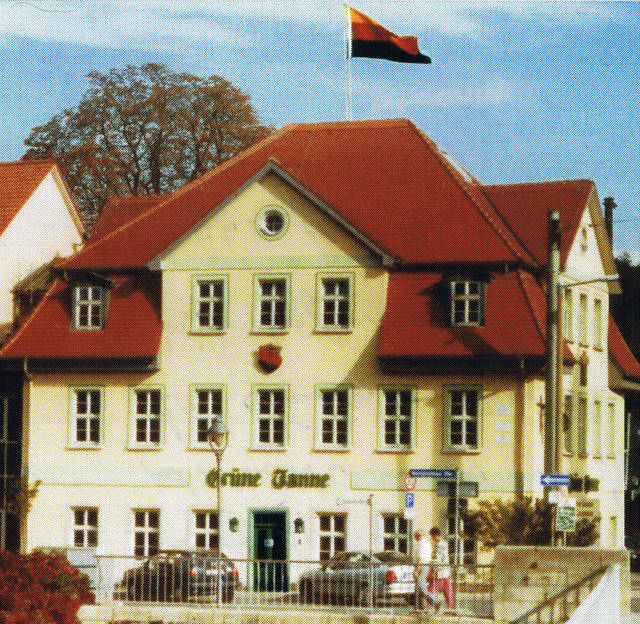
Die Grüne Tanne in Jena, Gründungsort der Urburschenschaft, Sitz der Burschenschaft Arminia auf dem Burgkeller

Nach intensiver Vorbereitung kam es schließlich im Jahr nach dem Gedenken zur 200. Wiederkehr der Gründung der Urburschenschaft 2016 zur Gründung der Allgemeinen Deutschen Burschenschaft. Am 30. September 2016 wurde die ADB vor dem Gründungsort der Urburschenschaft, dem Gasthaus Grüne Tanne in Jena, ausgerufen und am 3. Oktober mit der Unterzeichnung der Gründungsurkunde von Vertretern der 27 Gründungsburschenschaften offiziell gegründet. Am Gründungswochenende waren Burschenschafter Ziel mehrerer Sachbeschädigungen, Körperverletzungen und Diebstähle durch mutmaßliche Linksextremisten.

### Verbandsleben
Der Burschentag der ADB findet alljährlich in Jena statt.
Die ADB beteiligte sich 2017 an der Festveranstaltung zum 200. Jahrestag des Wartburgfestes.
Zum Burschentag 2018 trat die Münchener Burschenschaft Sudetia in die ADB ein, zum Burschentag 2020 die Kölner Burschenschaft Wartburg-Suevia Leipzig.
Ende 2020 führte die ADB 28 Mitgliedsbünde an 18 Hochschulorten.
Für den 18. Juni 2023 hatten die ADB, der Convent Deutscher Akademikerverbände und die Vereinigten Akademikerverbände Frankfurt zu einem Festakt anlässlich der 175-jährigen Wiederkehr des Zusammentritts der Frankfurter Nationalversammlung geladen. Nachdem linke Gruppen Proteste angekündigt und der Frankfurter Magistrat eine Liste aller Teilnehmer verlangt hatte, wurde die Großveranstaltung abgesagt.

### Vorsitzende Burschenschaft
- 2016/2017 Gründungsvorsitzende Saarbrücker Burschenschaft Germania.[16]
- 2018 Aachener Burschenschaft Teutonia
- 2019 Burschenschaft Alemannia Stuttgart
- 2020 Burschenschaft Hilaritas
- 2021 Gießener Burschenschaft Germania
- 2022 Kölner Burschenschaft Alemannia
- 2023 Hannoversche Burschenschaft Arminia
- 2024 Alte Brünner Burschenschaft Suevia zu Regensburg
- 2025 Karlsruher Burschenschaft Teutonia

## Verbandszeitschrift
Die Verbandszeitschrift Der Burschenschafter. Periodikum der Allgemeinen Deutschen Burschenschaft. erscheint seit 2017 halbjährlich in gedruckter Form (Auflage: 1.900 Exemplare) sowie frei zugänglich online als PDF-Datei und wird von der jeweils Vorsitzenden Burschenschaft herausgegeben.